# Okpara (rijeka)
Okpara je rijeka u Beninu. Izvire u okrugu Borgou, teče prema jugu i postaje granica između Nigerije i Benina, nakon čega ponovno ulazi u Benin i ulijeva se u rijeku Ouémé, koja se na kraju ulijeva u Atlantski ocean. Nekoliko sela duž rijeke sporno na granici Benina i Nigerije.

## Onečišćenje
Okpara jako zagađena otrovnim metalima.

## Vanjske poveznice
|  | Zajednički poslužitelj ima još gradiva o temi Okpara (rijeka) |